# Lavochkin La-250
El Lavochkin La-250 (Anakonda) fue un prototipo de avión interceptor de la URSS.

## Diseño y desarrollo
Cuando a mediados de los 50 se hizo obvio que los aviones armados con cañones como el Yak-25 serían incapaces de interceptar los nuevos bombarderos a reacción de Occidente, Lavochkin diseñó en 1953 un proyecto de misiles aire-aire para el sistema Berkut.
El sistema Berkut era el sistema de defensa antiaérea de Moscú y se componía de redes de radar y misiles tierra-aire. La propuesta de Lavochkin fue presentada a la PVO, quien de inmediato aceptó el proyecto: el nuevo avión iría cargado con el misil guiado G300. El G300 era tan pesado (1 t) que ningún avión de combate ruso de la época podía transportarlo. Para llevar a cabo las pruebas con el G300 se modificó un Tupolev Tu-4 para que pudiese transportar 4 G300. El G300 tenía un alcance de sólo 15 km y 20.000 m de techo de vuelo. Aunque se efectuaron 10 vuelos de prueba durante 1952, el proyecto del G300 fue abandonado por impráctico.
En noviembre de 1952 se empezó a desarrollar el Kompleks 15 (K15) que más adelante sería renombrado como La-250. Se pretendía que transportara 2 misiles guiados 275. El avión debía interceptar y atacar blancos volando a 1250 km/h y a una altitud de 20.000 m. El misil 275 pesaba 800 kg, desarrollaba una velocidad de 3900 km/h y tenía una trepada de 50 m/s.
Los problemas con el radar K15U y con los motores Klimov VK-9 forzaron a rediseñar el avión con el radar K15M de menor calidad y con los motores Lyulka AL-7, los cuales tenían una potencia menor. El primer prototipo voló el 16 de junio de 1956 y se construyeron otros 4 prototipos. Los vuelos de prueba estuvieron plagados de accidentes causados por la mala visibilidad del avión, fallos en el sistema hidráulico y problemas con el tren de aterrizaje. Los decepcionantes resultados arrojados en las pruebas hicieron que la VVS suspendiera los trabajos en el proyecto K15 en 1959. En su lugar se escogió al Tupolev Tu-128.

## Especificaciones

### Características generales
- Tripulación: 2
- Longitud: 26,8 m
- Envergadura: 13,9 m
- Altura: 6,5 m
- Superficie alar: 80 m²
- Peso vacío: 18 988 kg
- Peso cargado: 24 500 kg
- Peso máximo al despegue: 27 500 kg
- Planta motriz: 2× turborreactor Lyulka AL-7F.  
  - Empuje con postquemador: 98 kN (9993 kgf; 22 031 lbf) de empuje cada uno.

### Rendimiento
- Velocidad nunca excedida (Vne): 1800 km/h sin misiles, 1600 km/h con misiles
- Alcance: 2000 km
- Techo de vuelo: 17 000 m (55 760 pies)
- Carga alar: 306 kg/m² (63 lb/ft²)
- Empuje/peso: 0,41 kn/kg

### Armamento
- Puntos de anclaje: 2 bajo las alas para cargar una combinación de:    
  - Misiles: "275", "277", "279" ó "280".

### Aviónica
- Radar K15M

### Aeronaves similares
- Avro Canada CF-105 Arrow
- McDonnell F-101 Voodoo
- Convair F-102 Delta Dagger
- Convair F-106 Delta Dart
- Republic F-105 Thunderchief
- Tupolev Tu-28

- Datos: Q280293
- Multimedia: Lavochkin La-250 / Q280293